# Aramese cultuur

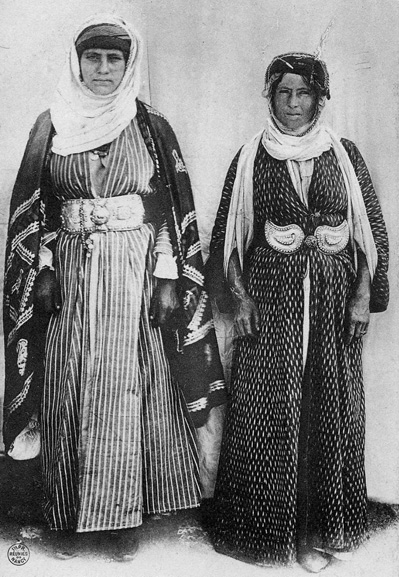
Aramese vrouwen uit Mardin in de 19e eeuw

De Aramese cultuur (Aramees: ܡܪܕܘܬܐ ܣܘܪܝܝܬܐ, Mardutho Suryoyto) of Assyrische cultuur omvat verschillende elementen die in het geheel een unieke Aramese cultuur definiëren. De culturele elementen uit de Aramese cultuur zijn grotendeels afkomstig uit het Syrisch christendom. De Syrisch-Orthodoxe kerk speelt met name een grote rol in de Aramese cultuur. Andere elementen zijn afkomstig uit geografie, literatuur, architectuur, dans en muziek van Arameeërs. Arameeërs zijn overwegend christelijk en inheems tot Mesopotamië en de Levant.

### Moderne tijd
Vanuit de diaspora is aan het eind van de 20 eeuw Beth Mardutho opgericht. Beth Mardutho is opgericht om de studie en het behoud van Aramese erfgoed en taal te bevorderen en de studie van deze oude erfenis wereldwijd na te streven. Beth Mardutho vertaalt zich naar het Nederlands in ''huis van cultuur''. 

## Muziek
Aramese volksmuziek bestond al honderden jaren voor Christus. In Aramese steengravures is te zien dat Arameeërs gebruik maakten van trommels en andere muziekinstrumenten. 
Vanaf het begin van het Christendom zijn Syro-Aramese gezangen en melodieën bewaard gebleven. De kerkmuziek van de Syrisch-Orthodoxe kerk bestond al in de eerste eeuwen na Christus. Het ''Beth Gazo'' is een Syro-Aramees liturgisch boek dat een verzameling van Syrische gezangen en melodieën bevat. Het boek wordt beschouwd als een verwijzing naar de Syrische Hymnodie en zonder dit boek kunnen geestelijken die tot de West-Syrische Traditie behoren hun liturgische plicht niet vervullen. Beth Gazo vertaalt zich in ''het huis van de schat''.
De eerste Aramese volksmuziek uit de moderne tijd heeft zich verder ontwikkeld vanuit de kerkmuziek van de Syrisch-Orthodoxe kerk van Antiochië. Hedendaagse Aramese muziek is grotendeels een mix van traditionele Aramese volksmuziek en muziekgenres zoals pop of Midden-Oosterse arabesk.
Aramese kerkmuziek wordt vooral gezongen in klassiek Syrisch. Dit is het Aramese dialect van Edessa. Hedendaagse Aramese muziek wordt vooral gezongen in Neo-Aramese varianten zoals Turoyo of Sureth.
Grote namen van zangers uit de moderne tijd zijn Fuad Ispir, Ishok Yakub, Jan Karat, Bedri Ayseli, Shikri Bar Lahdo, Matay Ishok, Cebrael Aryo, Indravus Bagandi, Fehmi Bagandi en Habib Mousa.

## Dans
Arameeërs hebben verschillende traditionele dansen. Deze dansen worden over de hele wereld uitgevoerd, meestal bij speciale gelegenheden zoals bruiloften, gemeenschapsfeesten en andere evenementen. De meeste Aramese volksdansen zijn cirkeldansen. De vier bekendste zijn: hurze, da katfothe (de schouderdans), bagiye en shekhane. Hoe snel een dans wordt uitgevoerd hangt af van het tempo van het ritme.

## Aramese keuken
De Aramese keuken toont gelijkenissen met de Midden-Oosterse keuken, de Levantijse keuken en de Turkse keuken. Het is rijk aan granen zoals gerst, vlees, tomaat, kruiden, specerijen, kaas en aardappelen, maar ook aan kruiden, gefermenteerde zuivelproducten en augurken. Typische dranken zijn Daughe en Aramese wijn.

## Architectuur

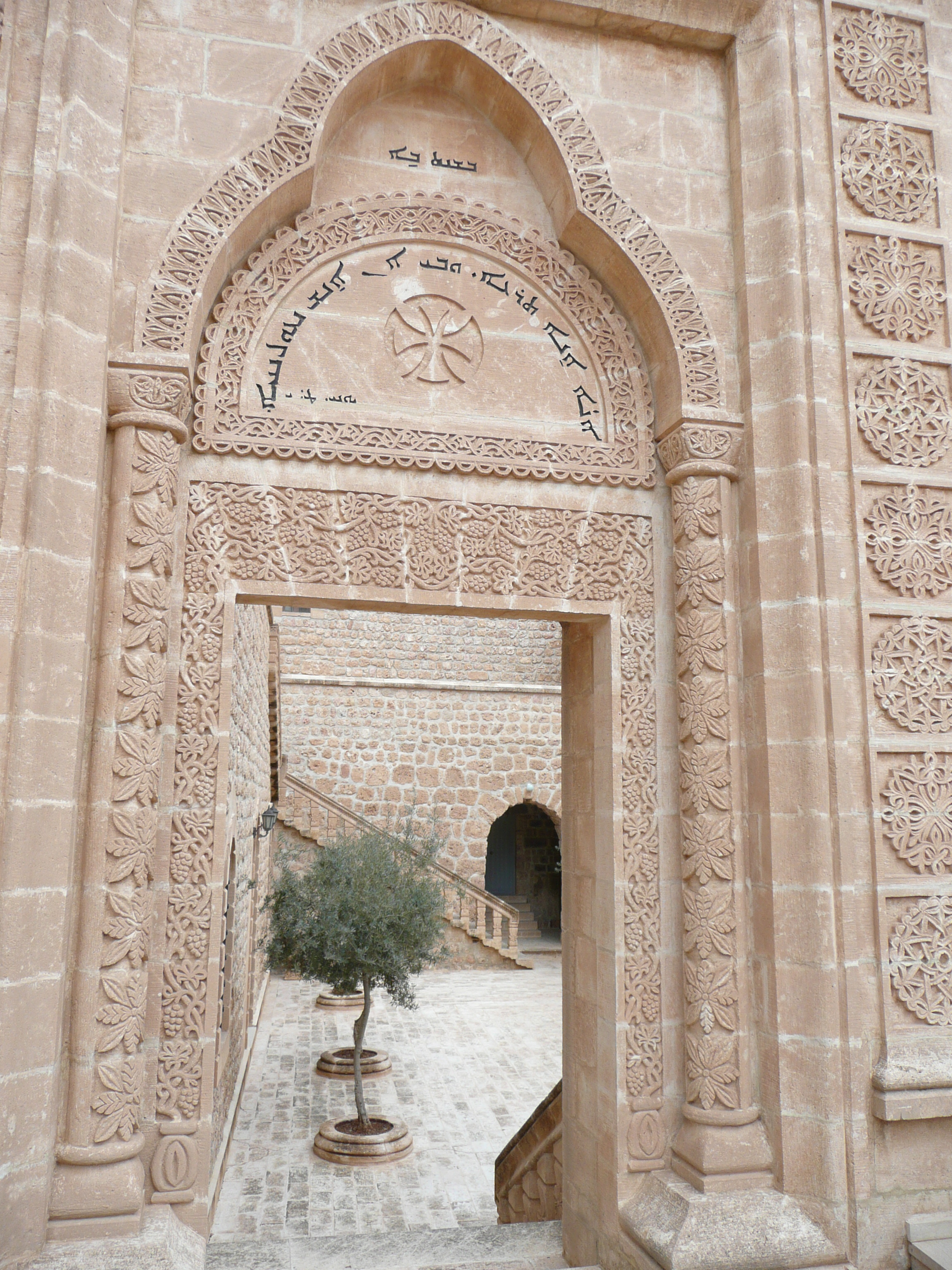
Aramese architectuur in het Mor Gabriel-klooster in Tur Abdin

De Aramese architectuur is een unieke architectuur. Verschillende steden en dorpen in het Aramese thuisland staan bekend om hun architecturale en culture rijkdom. De steden Midyat en Mardin (gelegen zijn in Tur Abdin) zijn voorbeelden waarin de Aramese architectuur duidelijk zichtbaar is. Kerken, kloosters, huizen en andere belangrijke historische gebouwen staan bekend om hun witte kalksteen en steengravures. 
Andere (gedeeltelijke) Aramese architectuur is te zien in de stad Palmyra. De stad heet in het Aramees Tadmoer, dat 'wonder' betekend.  